# Luduș
Luduș là một thị xã thuộc hạt Mureș, România. Dân số thời điểm năm 2002 là 17407 người.